# Gohand
Gohand là một thị xã và là một nagar panchayat của quận Hamirpur thuộc bang Uttar Pradesh, Ấn Độ.

## Địa lý
Gohand có vị trí 25°42′B 79°33′Đ / 25,7°B 79,55°Đ Nó có độ cao trung bình là 146 mét (479 feet).

## Nhân khẩu
Theo điều tra dân số năm 2001 của Ấn Độ, Gohand có dân số 7069 người. Phái nam chiếm 54% tổng số dân và phái nữ chiếm 46%. Gohand có tỷ lệ 55% biết đọc biết viết, thấp hơn tỷ lệ trung bình toàn quốc là 59,5%: tỷ lệ cho phái nam là 71%, và tỷ lệ cho phái nữ là 36%. Tại Gohand, 14% dân số nhỏ hơn 6 tuổi.